# 柿の浜海水浴場
柿の浜海水浴場（かきのはまかいすいよくじょう）は長崎県の北松浦郡小値賀町にある海水浴場。

## 概要
海水浴場一帯が白くきめ細かな砂質の浜になっており、夏場は多くの観光客で賑わう。
また、付近は溶岩性の岩礁が多く、海水浴場中央部を分断する巨岩や小型の洞窟などがあり、複雑な地形を造りだしている。
公衆トイレの他、シャワー室（利用は夏季のみ）が設置されている。

## 危険生物の生息
例年8月下旬を過ぎるとクラゲが多くなるほか、岩礁付近にはゴンズイ・ガンガゼ等の危険生物が生息している。

## 交通
小値賀町北部に位置している。小値賀港から3.5km。